# Campionati europei di concorso completo 1995
I Campionati europei di concorso completo 1995 si sono svolti a Pratoni del Vivaro, in Italia.

## Podi
| Evento           | Oro           | Argento               | Bronzo    |
| Gara individuale | Lucy Thompson | Marie-Christine Duroy | Mary King |
| Gara a squadre   | Regno Unito   | Francia               | Irlanda   |

## Medagliere
| Posiz. | Nazione     | Oro | Argento | Bronzo | Totale |
| ------ | ----------- | --- | ------- | ------ | ------ |
| 1      | Irlanda     | 1   | 0       | 1      | 2      |
| 1      | Regno Unito | 1   | 0       | 1      | 2      |
| 3      | Francia     | 0   | 2       | 0      | 2      |
| Totale | Totale      | 2   | 2       | 2      | 6      |